# Paradoxophyla tiarano
Paradoxophyla tiarano é uma espécie de anfíbio anuros da família Microhylidae. Está presente em Madagáscar. A UICN classificou-a como deficiente de dados.